# Castelo Kilchurn

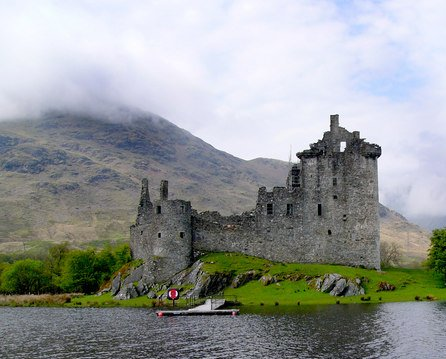
Castelo Kilchurn, Escócia.

O Castelo Kilchurn (Kilchurn Castle) é uma ruína do século XV que localiza-se em Lago Awe (Loch Awe), Argyll, Escócia.
Era a casa ancestral dos Campbells de Glen Orchy, que mais tarde se tornou o Earls de Breadalbane também conhecido como o ramo da família Breadalbane, do Clã Campbell. As mais antigas construções do castelo foram a towerhouse e Laich Hall (tem vista para o Lago Awe).
O único meio de se chegar ao castelo é pelo lago.

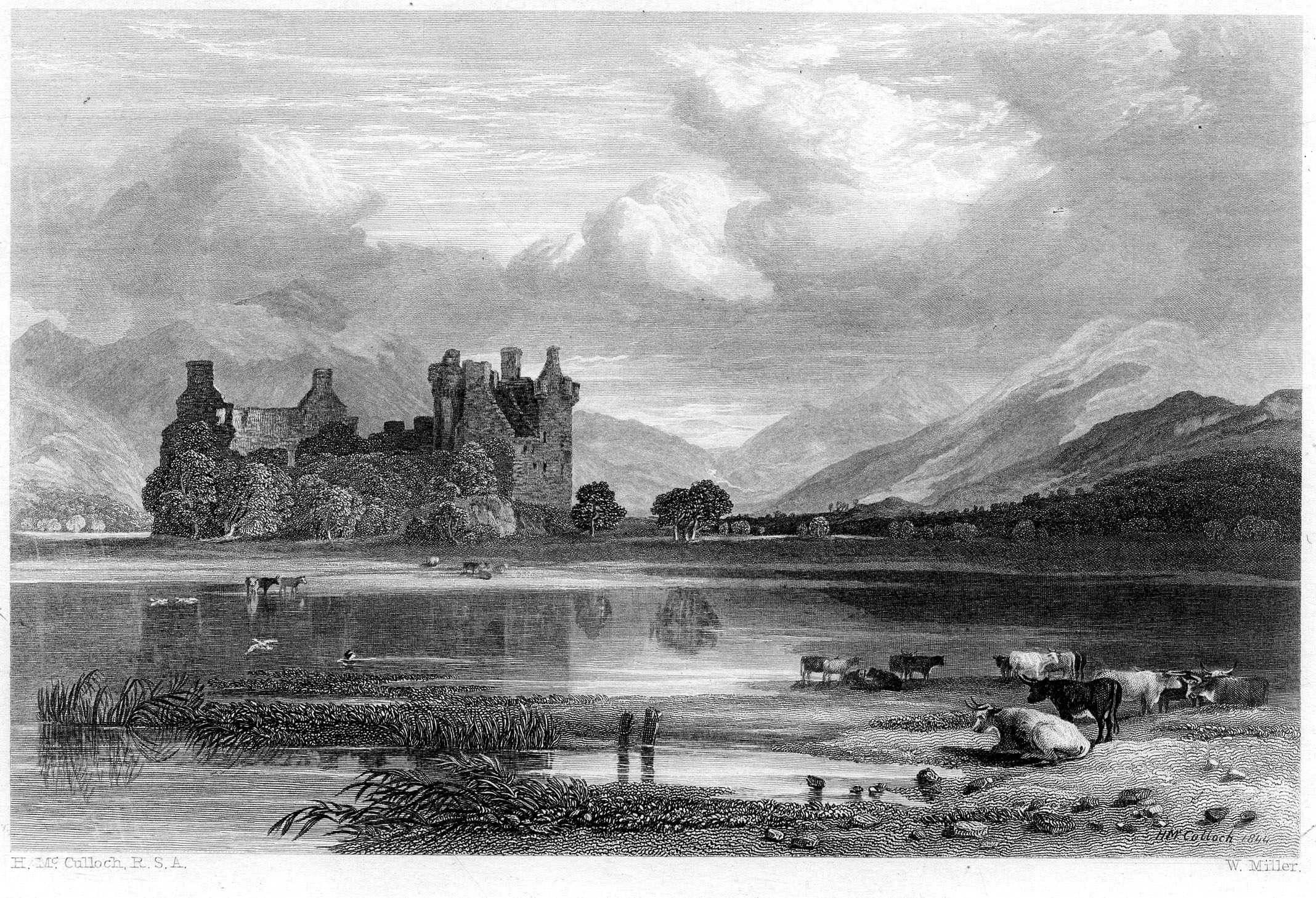
Engraving of Kilchurn Castle by William Miller, 1846